# Dimovo
Dimovo (en búlgaro: Димово) es una ciudad de Bulgaria en la provincia de Vidin.

## Geografía
Se encuentra a una altitud de 125 m s. n. m. a 171 km de la capital nacional, Sofía.

## Demografía
Según estimación 2012 contaba con una población de 1 006 habitantes.
|         | 2004  | 2005  | 2006  | 2007  | 2008  | 2009  | 2010 |
| Mujeres | 737   | 721   | 696   | 678   | 658   | 621   | 605  |
| Varones | 672   | 656   | 636   | 623   | 606   | 590   | 583  |
| Total   | 1 409 | 1 377 | 1 332 | 1 301 | 1 264 | 1 211 | 1188 |